# Saison 2019-2020 de la LNH
Saison précédente Saison suivante
La saison 2019-2020 est la 102e saison de la Ligue nationale de hockey (LNH). Habituellement, la saison régulière voit les équipes jouer 82 matchs chacune. Or la pandémie de Covid-19, qui met fin prématurément au championnat régulier, implique une campagne finale entre 68 et 71 rencontres disputées selon les franchises. Toutefois, le classement arrêté avant les qualifications pour les séries éliminatoires 2020 est calculé grâce au pourcentage de points réalisés.

## Contexte
La saison régulière a débuté le 2 octobre 2019 et devait se terminer le 4 avril 2020, mais en raison de la pandémie de Covid-19, elle a été suspendue le 12 mars 2020 et stoppée définitivement deux semaines plus tard.

## Saison régulière

### Classements
À la suite de l'arrêt en cours de saison, des classements par association sont établis, en prenant en considération le pourcentage de victoire de chaque équipe.
| Clt | Équipe                    | PJ | V  | D  | DP | BP  | BC  | Diff. | %    |
| --- | ------------------------- | -- | -- | -- | -- | --- | --- | ----- | ---- |
| 1   | Bruins de Boston          | 70 | 44 | 14 | 12 | 227 | 174 | +53   | 71,4 |
| 2   | Lightning de Tampa Bay    | 70 | 43 | 21 | 6  | 245 | 195 | +50   | 65,7 |
| 3   | Capitals de Washington    | 69 | 41 | 20 | 8  | 240 | 215 | +25   | 65,2 |
| 4   | Flyers de Philadelphie    | 69 | 41 | 21 | 7  | 232 | 196 | +36   | 64,5 |
| 5   | Penguins de Pittsburgh    | 69 | 40 | 23 | 6  | 224 | 196 | +28   | 62,3 |
| 6   | Hurricanes de la Caroline | 68 | 38 | 25 | 5  | 222 | 193 | +29   | 59,6 |
| 7   | Islanders de New York     | 68 | 35 | 23 | 10 | 192 | 193 | -1    | 58,8 |
| 8   | Maple Leafs de Toronto    | 70 | 36 | 25 | 9  | 238 | 227 | +11   | 57,9 |
| 9   | Blue Jackets de Columbus  | 70 | 33 | 22 | 15 | 180 | 187 | -7    | 57,9 |
| 10  | Panthers de la Floride    | 69 | 35 | 26 | 8  | 231 | 228 | +3    | 56,5 |
| 11  | Rangers de New York       | 70 | 37 | 28 | 5  | 234 | 222 | +12   | 56,4 |
| 12  | Canadiens de Montréal     | 71 | 31 | 31 | 9  | 212 | 221 | -9    | 50,0 |
| 13  | Sabres de Buffalo         | 69 | 30 | 31 | 8  | 195 | 217 | -22   | 49,3 |
| 14  | Devils du New Jersey      | 69 | 28 | 29 | 12 | 189 | 230 | -41   | 49,3 |
| 15  | Sénateurs d'Ottawa        | 71 | 25 | 34 | 12 | 191 | 243 | -52   | 43,7 |
| 16  | Red Wings de Détroit      | 71 | 17 | 49 | 5  | 145 | 267 | -122  | 27,5 |

| Clt | Équipe                  | PJ | V  | D  | DP | BP  | BC  | Diff. | %    |
| --- | ----------------------- | -- | -- | -- | -- | --- | --- | ----- | ---- |
| 1   | Blues de Saint-Louis    | 71 | 42 | 19 | 10 | 225 | 193 | +32   | 66,2 |
| 2   | Avalanche du Colorado   | 70 | 42 | 20 | 8  | 237 | 191 | +46   | 65,7 |
| 3   | Golden Knights de Vegas | 71 | 39 | 24 | 8  | 227 | 211 | +16   | 60,6 |
| 4   | Stars de Dallas         | 69 | 37 | 24 | 8  | 180 | 177 | +3    | 59,4 |
| 5   | Oilers d'Edmonton       | 71 | 37 | 25 | 9  | 225 | 217 | +8    | 58,5 |
| 6   | Predators de Nashville  | 69 | 35 | 26 | 8  | 215 | 217 | -2    | 56,5 |
| 7   | Canucks de Vancouver    | 69 | 36 | 27 | 6  | 228 | 217 | +11   | 56,5 |
| 8   | Flames de Calgary       | 70 | 36 | 27 | 7  | 210 | 215 | -5    | 56,4 |
| 9   | Jets de Winnipeg        | 71 | 37 | 28 | 6  | 216 | 203 | +13   | 56,3 |
| 10  | Wild du Minnesota       | 69 | 35 | 27 | 7  | 220 | 220 | 0     | 55,8 |
| 11  | Coyotes de l'Arizona    | 70 | 33 | 29 | 8  | 195 | 187 | +8    | 52,9 |
| 12  | Blackhawks de Chicago   | 70 | 32 | 30 | 8  | 212 | 218 | -6    | 51,4 |
| 13  | Ducks d'Anaheim         | 71 | 29 | 33 | 9  | 187 | 226 | -39   | 47,2 |
| 14  | Kings de Los Angeles    | 70 | 29 | 35 | 6  | 178 | 212 | -34   | 45,7 |
| 15  | Sharks de San José      | 70 | 29 | 36 | 5  | 182 | 226 | -44   | 45,0 |

- En gras : qualifié pour le tournoi de classement
- En italique : qualifié pour le tour de qualification

### Statistiques

#### Meilleurs pointeurs
| Joueur            | Équipe                 | PJ | B  | A  | Pts | +/- | Pun |
| ----------------- | ---------------------- | -- | -- | -- | --- | --- | --- |
| Leon Draisaitl    | Oilers d'Edmonton      | 71 | 43 | 67 | 110 | -7  | 18  |
| Connor McDavid    | Oilers d'Edmonton      | 64 | 34 | 63 | 97  | -6  | 28  |
| David Pastrňák    | Bruins de Boston       | 70 | 48 | 47 | 95  | +21 | 40  |
| Artemi Panarine   | Rangers de New York    | 69 | 32 | 63 | 95  | +36 | 20  |
| Nathan MacKinnon  | Avalanche du Colorado  | 69 | 35 | 58 | 93  | +13 | 12  |
| Bradley Marchand  | Bruins de Boston       | 70 | 28 | 59 | 87  | +25 | 82  |
| Nikita Koutcherov | Lightning de Tampa Bay | 68 | 33 | 52 | 85  | +26 | 38  |
| Patrick Kane      | Blackhawks de Chicago  | 70 | 33 | 51 | 84  | +8  | 40  |
| Auston Matthews   | Maple Leafs de Toronto | 70 | 47 | 33 | 80  | +19 | 8   |
| John Eichel       | Sabres de Buffalo      | 68 | 36 | 42 | 78  | +5  | 34  |

#### Meilleurs gardiens
Ci-après les meilleurs gardiens de la saison régulière ayant joué au moins 1 740 minutes, à l'issue de l'interruption de la compétition après le 11 mars 2020.
| Gardien            | Équipe(s)                | PJ | V  | D  | Pr. | Min           | BC  | Moy  | %Arr | Bl |
| ------------------ | ------------------------ | -- | -- | -- | --- | ------------- | --- | ---- | ---- | -- |
| Tuukka Rask        | Bruins de Boston         | 41 | 26 | 8  | 6   | 2401 min 47 s | 85  | 2,12 | 92,9 | 5  |
| Darcy Kuemper      | Coyotes de l'Arizona     | 29 | 16 | 11 | 2   | 1753 min 24 s | 65  | 2,22 | 92,8 | 2  |
| Elvis Merzļikins   | Blue Jackets de Columbus | 33 | 13 | 9  | 8   | 1815 min 8 s  | 71  | 2,35 | 92,3 | 5  |
| Jaroslav Halák     | Bruins de Boston         | 31 | 18 | 6  | 6   | 1833 min 22 s | 73  | 2,39 | 91,9 | 3  |
| Pavel Francouz     | Avalanche du Colorado    | 34 | 21 | 7  | 4   | 1914 min 16 s | 77  | 2,41 | 92,3 | 1  |
| Carter Hart        | Flyers de Philadelphie   | 43 | 24 | 13 | 3   | 2355 min 50 s | 95  | 2,42 | 91,4 | 1  |
| Tristan Jarry      | Penguins de Pittsburgh   | 33 | 20 | 12 | 1   | 1926 min 29 s | 78  | 2,43 | 92,1 | 3  |
| Benjamin Bishop    | Stars de Dallas          | 44 | 21 | 16 | 4   | 2473 min 49 s | 103 | 2,50 | 92,0 | 2  |
| Andreï Vassilevski | Lightning de Tampa Bay   | 52 | 35 | 14 | 3   | 3121 min 54 s | 133 | 2,56 | 91,7 | 3  |
| Jordan Binnington  | Blues de Saint-Louis     | 50 | 30 | 13 | 7   | 2947 min 41 s | 126 | 2,56 | 91,2 | 3  |

## Séries éliminatoires
Pour les quarts de finale de chaque association, les équipes sont classées en fonction du tournoi de classement pour les têtes de série, et du classement de la saison régulière pour les équipes issues du tournoi de qualification. L'équipe classée à la première place rencontre l'équipe huitième, la deuxième est confrontée à la septième, la troisième à la sixième et enfin la quatrième à la cinquième. En demi-finale, les séries sont à nouveau désignées en fonction du classement initial : l'équipe la mieux classée rencontre la moins bien classée, la deuxième série voit s'opposer les deux équipes restantes. Toutes les séries sont jouées au meilleur des sept matchs.

### Tableau récapitulatif
|  | Quarts de finale d'association | Quarts de finale d'association | Quarts de finale d'association |   |             | Demi-finales d'association | Demi-finales d'association | Demi-finales d'association |  |    | Finales d'association | Finales d'association | Finales d'association |  |    | Finale de la Coupe Stanley | Finale de la Coupe Stanley | Finale de la Coupe Stanley |
|  |                                |                                |                                |   |             |                            |                            |                            |  |    |                       |                       |                       |  |    |                            |                            |                            |
|  | E1                             | Philadelphie                   | 4                              |   |             |                            |                            |                            |  |    |                       |                       |                       |  |    |                            |                            |                            |
|  | E8                             | Montréal                       | 2                              |   |             |                            |                            |                            |  |    |                       |                       |                       |  |    |                            |                            |                            |
|  | E8                             | Montréal                       | 2                              |   | E1          | Philadelphie               | 3                          |                            |  |    |                       |                       |                       |  |    |                            |                            |                            |
|  |                                |                                |                                |   | E1          | Philadelphie               | 3                          |                            |  |    |                       |                       |                       |  |    |                            |                            |                            |
|  |                                | E6                             | New York                       | 4 |             |                            |                            |                            |  |    |                       |                       |                       |  |    |                            |                            |                            |
|  | E2                             | E6                             | New York                       | 4 | Tampa Bay   | 4                          |                            |                            |  |    |                       |                       |                       |  |    |                            |                            |                            |
|  | E2                             |                                |                                |   | Tampa Bay   | 4                          |                            |                            |  |    |                       |                       |                       |  |    |                            |                            |                            |
|  | E7                             | Columbus                       | 1                              |   |             |                            |                            |                            |  |    |                       |                       |                       |  |    |                            |                            |                            |
|  | E7                             | Columbus                       | 1                              |   |             |                            |                            |                            |  | E6 | New York              | 2                     |                       |  |    |                            |                            |                            |
|  | Association de l'Est           |                                |                                |   |             |                            |                            |                            |  | E6 | New York              | 2                     |                       |  |    |                            |                            |                            |
|  |                                | E2                             | Tampa Bay                      | 4 |             |                            |                            |                            |  |    |                       |                       |                       |  |    |                            |                            |                            |
|  | E3                             | E2                             | Tampa Bay                      | 4 | Washington  | 1                          |                            |                            |  |    |                       |                       |                       |  |    |                            |                            |                            |
|  | E3                             |                                |                                |   | Washington  | 1                          |                            |                            |  |    |                       |                       |                       |  |    |                            |                            |                            |
|  | E6                             | New York                       | 4                              |   |             |                            |                            |                            |  |    |                       |                       |                       |  |    |                            |                            |                            |
|  | E6                             | New York                       | 4                              |   | E2          | Tampa Bay                  | 4                          |                            |  |    |                       |                       |                       |  |    |                            |                            |                            |
|  |                                |                                |                                |   | E2          | Tampa Bay                  | 4                          |                            |  |    |                       |                       |                       |  |    |                            |                            |                            |
|  |                                | E4                             | Boston                         | 1 |             |                            |                            |                            |  |    |                       |                       |                       |  |    |                            |                            |                            |
|  | E4                             | E4                             | Boston                         | 1 | Boston      | 4                          |                            |                            |  |    |                       |                       |                       |  |    |                            |                            |                            |
|  | E4                             |                                |                                |   | Boston      | 4                          |                            |                            |  |    |                       |                       |                       |  |    |                            |                            |                            |
|  | E5                             | Caroline                       | 1                              |   |             |                            |                            |                            |  |    |                       |                       |                       |  |    |                            |                            |                            |
|  | E5                             | Caroline                       | 1                              |   |             |                            |                            |                            |  |    |                       |                       |                       |  | E2 | Tampa Bay                  | 4                          |                            |
|  |                                |                                |                                |   |             |                            |                            |                            |  |    |                       |                       |                       |  | E2 | Tampa Bay                  | 4                          |                            |
|  |                                | O3                             | Dallas                         | 2 |             |                            |                            |                            |  |    |                       |                       |                       |  |    |                            |                            |                            |
|  | O1                             | O3                             | Dallas                         | 2 | Las Vegas   | 4                          |                            |                            |  |    |                       |                       |                       |  |    |                            |                            |                            |
|  | O1                             |                                |                                |   | Las Vegas   | 4                          |                            |                            |  |    |                       |                       |                       |  |    |                            |                            |                            |
|  | O8                             | Chicago                        | 1                              |   |             |                            |                            |                            |  |    |                       |                       |                       |  |    |                            |                            |                            |
|  | O8                             | Chicago                        | 1                              |   | O1          | Las Vegas                  | 4                          |                            |  |    |                       |                       |                       |  |    |                            |                            |                            |
|  |                                |                                |                                |   | O1          | Las Vegas                  | 4                          |                            |  |    |                       |                       |                       |  |    |                            |                            |                            |
|  |                                | O5                             | Vancouver                      | 3 |             |                            |                            |                            |  |    |                       |                       |                       |  |    |                            |                            |                            |
|  | O2                             | O5                             | Vancouver                      | 3 | Colorado    | 4                          |                            |                            |  |    |                       |                       |                       |  |    |                            |                            |                            |
|  | O2                             |                                |                                |   | Colorado    | 4                          |                            |                            |  |    |                       |                       |                       |  |    |                            |                            |                            |
|  | O7                             | Arizona                        | 1                              |   |             |                            |                            |                            |  |    |                       |                       |                       |  |    |                            |                            |                            |
|  | O7                             | Arizona                        | 1                              |   |             |                            |                            |                            |  | O1 | Las Vegas             | 1                     |                       |  |    |                            |                            |                            |
|  | Association de l'Ouest         |                                |                                |   |             |                            |                            |                            |  | O1 | Las Vegas             | 1                     |                       |  |    |                            |                            |                            |
|  |                                | O3                             | Dallas                         | 4 |             |                            |                            |                            |  |    |                       |                       |                       |  |    |                            |                            |                            |
|  | O3                             | O3                             | Dallas                         | 4 | Dallas      | 4                          |                            |                            |  |    |                       |                       |                       |  |    |                            |                            |                            |
|  | O3                             |                                |                                |   | Dallas      | 4                          |                            |                            |  |    |                       |                       |                       |  |    |                            |                            |                            |
|  | O6                             | Calgary                        | 2                              |   |             |                            |                            |                            |  |    |                       |                       |                       |  |    |                            |                            |                            |
|  | O6                             | Calgary                        | 2                              |   | O2          | Colorado                   | 3                          |                            |  |    |                       |                       |                       |  |    |                            |                            |                            |
|  |                                |                                |                                |   | O2          | Colorado                   | 3                          |                            |  |    |                       |                       |                       |  |    |                            |                            |                            |
|  |                                | O3                             | Dallas                         | 4 |             |                            |                            |                            |  |    |                       |                       |                       |  |    |                            |                            |                            |
|  | O4                             | O3                             | Dallas                         | 4 | Saint-Louis | 2                          |                            |                            |  |    |                       |                       |                       |  |    |                            |                            |                            |
|  | O4                             |                                |                                |   | Saint-Louis | 2                          |                            |                            |  |    |                       |                       |                       |  |    |                            |                            |                            |
|  | O5                             | Vancouver                      | 4                              |   |             |                            |                            |                            |  |    |                       |                       |                       |  |    |                            |                            |                            |

## Récompenses

### Trophées
| Trophée                                                                                     | Vainqueur                                                                          | Finalistes                                                                              |
| ------------------------------------------------------------------------------------------- | ---------------------------------------------------------------------------------- | --------------------------------------------------------------------------------------- |
| Trophée William-M.-Jennings Gardiens de l'équipe ayant accordé le moins de buts             | Tuukka Rask et Jaroslav Halák (Bruins de Boston)                                   | -                                                                                       |
| Trophée Maurice-Richard Meilleur buteur de la saison                                        | Aleksandr Ovetchkine (Capitals de Washington) et David Pastrňák (Bruins de Boston) | -                                                                                       |
| Trophée Art-Ross Meilleur pointeur de la saison                                             | Leon Draisaitl (Oilers d'Edmonton)                                                 | -                                                                                       |
| Trophée Lady Byng Joueur avec le meilleur esprit sportif                                    | Nathan MacKinnon (Avalanche du Colorado)                                           | - Auston Matthews (Maple Leafs de Toronto) - Ryan O'Reilly (Blues de Saint-Louis)       |
| Trophée Calder Meilleur joueur recrue                                                       | Cale Makar (Avalanche du Colorado)                                                 | - Quinton Hughes (Canucks de Vancouver) - Dominik Kubalík (Blackhawks de Chicago)       |
| Trophée Frank-J.-Selke Meilleur attaquant défensif                                          | Sean Couturier (Flyers de Philadelphie)                                            | - Patrice Bergeron (Bruins de Boston) - Ryan O'Reilly (Blues de Saint-Louis)            |
| Trophée Vézina Meilleur gardien de but                                                      | Connor Hellebuyck (Jets de Winnipeg)                                               | - Tuukka Rask (Bruins de Boston) - Andreï Vassilevski (Lightning de Tampa Bay)          |
| Trophée James-Norris Meilleur défenseur                                                     | Roman Josi (Predators de Nashville)                                                | - John Carlson (Capitals de Washington) - Victor Hedman (Lightning de Tampa Bay)        |
| Trophée Mark-Messier Joueur au plus grand leadership                                        | Mark Giordano (Flames de Calgary)                                                  | -                                                                                       |
| Trophée Bill-Masterton Joueur avec le plus de qualités de persévérance et d'esprit d'équipe | Robert Ryan (Sénateurs d'Ottawa)                                                   | - Stephen Johns (Stars de Dallas) - Oskar Lindblom (Flyers de Philadelphie)             |
| Trophée Hart Meilleur joueur selon les journalistes                                         | Leon Draisaitl (Oilers d'Edmonton)                                                 | - Nathan MacKinnon (Avalanche du Colorado) - Artemi Panarine (Rangers de New York)      |
| Trophée Ted-Lindsay Meilleur joueur selon les joueurs                                       | Leon Draisaitl (Oilers d'Edmonton)                                                 | - Nathan MacKinnon (Avalanche du Colorado) - Artemi Panarine (Rangers de New York)      |
| Trophée Jack-Adams Meilleur entraîneur                                                      | Bruce Cassidy (Bruins de Boston)                                                   | - John Tortorella (Blue Jackets de Columbus) - Alain Vigneault (Flyers de Philadelphie) |
| Trophée Jim-Gregory Meilleur directeur général                                              | Louis Lamoriello (Islanders de New York)                                           | - Julien BriseBois (Lightning de Tampa Bay) - James Nill (Stars de Dallas)              |
| Trophée Conn-Smythe Meilleur joueur des séries                                              | Victor Hedman (Lightning de Tampa Bay)                                             | -                                                                                       |
| Trophée King-Clancy Contribution à la communauté                                            | Mathew Dumba (Wild du Minnesota)                                                   | - Henrik Lundqvist (Rangers de New York) - Pernell Karl Subban (Devils du New Jersey)   |
| Trophée Lester-Patrick Services rendus au hockey aux États-Unis                             | Lynn Olson                                                                         |                                                                                         |

| Trophée                                                                                         | Équipe                 |
| ----------------------------------------------------------------------------------------------- | ---------------------- |
| Trophée des présidents Équipe de la saison régulière avec le plus de points                     | Bruins de Boston       |
| Trophée Prince de Galles Vainqueur de la finale de l'association de l'Est lors des séries       | Lightning de Tampa Bay |
| Trophée Clarence-S.-Campbell Vainqueur de la finale de l'association de l'Ouest lors des séries | Stars de Dallas        |
| Coupe Stanley Vainqueur des séries                                                              | Lightning de Tampa Bay |

### Équipes d'étoiles
| Position       | Joueur            | Équipe                 |
| -------------- | ----------------- | ---------------------- |
| Gardien de but | Connor Hellebuyck | Jets de Winnipeg       |
| Défenseur      | Roman Josi        | Predators de Nashville |
| Défenseur      | John Carlson      | Capitals de Washington |
| Ailier gauche  | Artemi Panarine   | Rangers de New York    |
| Centre         | Leon Draisaitl    | Oilers d'Edmonton      |
| Ailier droit   | David Pastrňák    | Bruins de Boston       |

| Position       | Joueur                | Équipe                 |
| -------------- | --------------------- | ---------------------- |
| Gardien de but | Tuukka Rask           | Bruins de Boston       |
| Défenseur      | Victor Hedman         | Lightning de Tampa Bay |
| Défenseur      | Alexander Pietrangelo | Blues de Saint-Louis   |
| Ailier gauche  | Bradley Marchand      | Bruins de Boston       |
| Centre         | Nathan MacKinnon      | Avalanche du Colorado  |
| Ailier droit   | Nikita Koutcherov     | Lightning de Tampa Bay |

| Position       | Joueur           | Équipe                   |
| -------------- | ---------------- | ------------------------ |
| Gardien de but | Elvis Merzļikins | Blue Jackets de Columbus |
| Défenseur      | Quinton Hughes   | Canucks de Vancouver     |
| Défenseur      | Cale Makar       | Avalanche du Colorado    |
| Attaquant      | Dominik Kubalík  | Blackhawks de Chicago    |
| Attaquant      | Victor Olofsson  | Sabres de Buffalo        |
| Attaquant      | Nicholas Suzuki  | Canadiens de Montréal    |